# 温纳 (南达科他州)
温纳（英語：Winner），是美国南达科他州下属的一座城市。根据2010年美国人口普查，该市有人口2,897人。2011年估计该市人口约有2,882人，年增长率为?0.52%。